# Пороховский сельский совет
Пороховский сельский совет (укр. Порохівська сільська рада) — входит в состав
Бучачского района
Тернопольской области
Украины.
Административный центр сельского совета находится в 
с. Порохова.

## История
- 1990 — дата образования.

## Населённые пункты совета
- с. Порохова